# General Racedo
General Racedo o Pueblo El Carmen es una localidad y comuna de 1ª categoría del distrito Palmar del departamento Diamante, en la provincia de Entre Ríos, República Argentina. Lleva el nombre de su estación de ferrocarril, llamada Estación General Racedo. Está ubicado a 35 km de la capital provincial. Su principal actividad es la avicultura, encontrándose allí radicadas plantas de incubación, frigoríficos aviares y plantas de alimentos termoprocesados. Buena parte de la producción se exporta a los cinco continentes. Con una extensión de 0,64 km cuadrados, se ubica 113 metros sobre el nivel del mar.
La población de la localidad, es decir sin considerar el área rural, era de 273 personas en 1991 y de 386 en 2001. La población de la jurisdicción de la junta de gobierno era de 595 habitantes en 2001. En 2010 la población ascendía a 648 habitantes.
La junta de gobierno fue creada por decreto 5757/1974 de 30 de diciembre de 1974 y sus límites jurisdiccionales fijados por decreto 3101/1983 MGJE de 23 de noviembre de 1983.

## Estación ferroviaria
Durante el gobierno justicialista de Carlos Menem, los ramales de Entre Ríos fueron abandonados. En 2002 el gobernador Sergio Montiel reacondicionó y pone en marcha los primeros ramales de la provincia. A partir de marzo de 2010, el tren volvió a unir Concepción del Uruguay y Paraná pasando por 24 localidades entrerrianas. El servicio contaría con dos frecuencias semanales.
El 19 de diciembre de 2009 se realizó un viaje de prueba en la estación del ferrocarril. Fue la primera vez en 18 años que vuelve a pasar el tren en la Estación General Racedo. Debido al estado de las vías el recorrido fue posteriormente abandonado.

### Historia
El 30 de junio de 1875 se habilitó la conexión ferroviaria a través de la línea que luego se integraría en el Ferrocarril General Urquiza con las ciudades de Paraná, Nogoyá y Rosario del Tala. Por decreto del entonces gobernador de Entre Ríos, general Eduardo Racedo, con fecha 28 de mayo de 1888 se crea la Estación General Racedo. El Pueblo El Carmen se creó en tierras aledañas a la estación del ferrocarril, en tierras donadas por la familia Racedo. El pueblo tiene como patrona a Nuestra Señora del Carmen, siendo la fiesta patronal el 16 de julio.

## Comuna
La reforma de la Constitución de la Provincia de Entre Ríos que entró en vigencia el 1 de noviembre de 2008 dispuso la creación de las comunas, lo que fue reglamentado por la Ley de Comunas n.º 10644, sancionada el 28 de noviembre de 2018 y promulgada el 14 de diciembre de 2018. La ley dispuso que todo centro de población estable que en una superficie de al menos 75 km² contenga entre 700 y 1500 habitantes, constituye una comuna de 1ª categoría. La Ley de Comunas fue reglamentada por el Poder Ejecutivo provincial mediante el decreto 110/2019 de 12 de febrero de 2019, que declaró el reconocimiento ad referéndum del Poder Legislativo de 34 comunas de 1ª categoría con efecto a partir del 11 de diciembre de 2019, entre las cuales se halla General Racedo. La comuna está gobernada por un departamento ejecutivo y por un consejo comunal de 8 miembros, cuyo presidente es a la vez el presidente comunal. Sus primeras autoridades fueron elegidas en las elecciones de 9 de junio de 2019.